# Flyover Groningen
Flyover Groningen was een plan om het openbaar vervoer in de stad Groningen te verbeteren door de drukste punten van de stad met elkaar te verbinden met behulp van een kabelbaan. Met een capaciteit van 6-10 personen per cabine, kan de fly-over 3000 mensen per uur vervoeren. De kabelbaan wordt aangedreven door elektromotoren, deze kunnen draaien op wind- en zonne-energie. Eén windmolen kan voldoende energie leveren om de fly-over te laten werken.
De stichting van dit initiatief bestaat onder andere uit de Groninger City Club, het UMCG, en de ondernemers Euroborg en Sontplein, de voorzitter van de stichting is Bert-Jan Hakvoort.
In 2016 is dit project beeindigd.